# Saint-Pierre-de-Semilly
Saint-Pierre-de-Semilly est une commune française, située dans le département de la Manche en région Normandie, peuplée de 428 habitants.

## Géographie
La commune est située à l'est du département de la manche, à 6 km à l'est de Saint-Lô.
| Saint-André-de-l'Épine                      | Saint-Georges-d'Elle    | Bérigny                 |
| Saint-André-de-l'Épine, La Barre-de-Semilly | Saint-Pierre-de-Semilly | Bérigny                 |
| La Barre-de-Semilly                         | La Barre-de-Semilly     | Saint-Jean-des-Baisants |

### Hydrographie
La commune est située dans le bassin Seine-Normandie. Elle est drainée par le ruisseau des Etangs de Semilly,.

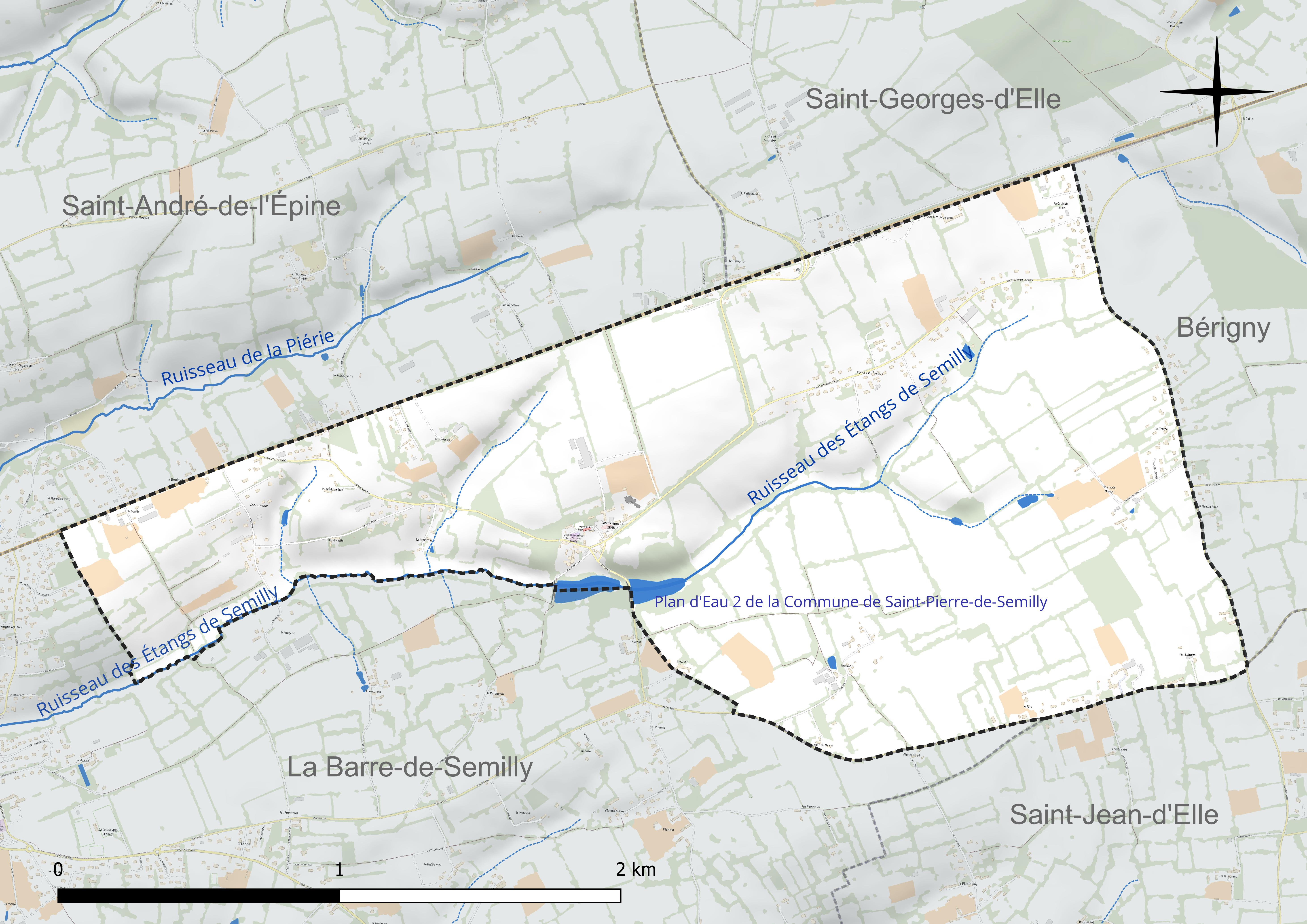
Réseau hydrographique de Saint-Pierre-de-Semilly.

Deux plans d'eau complètent le réseau hydrographique : le plan d'eau 1 de la commune de Saint-Pierre-de-Semilly, d'une superficie totale de 1,4 ha (0,9 ha sur la commune) et le plan d'eau 2 de la commune de Saint-Pierre-de-Semilly (1,2 ha),.

### Climat
Pour des articles plus généraux, voir Climat de la Normandie et Climat de la Manche.
En 2010, le climat de la commune est de type climat océanique franc, selon une étude du CNRS s'appuyant sur une série de données couvrant la période 1971-2000. En 2020, Météo-France publie une typologie des climats de la France métropolitaine dans laquelle la commune est exposée à un climat océanique et est dans la région climatique  Normandie (Cotentin, Orne), caractérisée par une pluviométrie relativement élevée (850 mm/a) et un été frais (15,5 °C) et venté. Parallèlement le GIEC normand, un groupe régional d’experts sur le climat, différencie quant à lui, dans une étude de 2020, trois grands types de climats pour la région Normandie, nuancés à une échelle plus fine par les facteurs géographiques locaux. La commune est, selon ce zonage, exposée à un « climat contrasté des collines », correspondant au Bocage normand, bien arrosé, voire très arrosé sur les reliefs les plus exposés au flux d’ouest, et frais en raison de l’altitude.
Pour la période 1971-2000, la température annuelle moyenne est de 10,4 °C, avec une amplitude thermique annuelle de 11,9 °C. Le cumul annuel moyen de précipitations est de 996 mm, avec 14,4 jours de précipitations en janvier et 8,5 jours en juillet. Pour la période 1991-2020, la température moyenne annuelle observée sur la station météorologique la plus proche, située sur la commune de Condé-sur-Vire à 8 km à vol d'oiseau, est de 11,3 °C et le cumul annuel moyen de précipitations est de 956,7 mm,. Pour l'avenir, les paramètres climatiques de la commune estimés pour 2050 selon différents scénarios d’émission de gaz à effet de serre sont consultables sur un site dédié publié par Météo-France en novembre 2022.

## Urbanisme

### Typologie
Au 1er janvier 2024, Saint-Pierre-de-Semilly est catégorisée commune rurale à habitat dispersé, selon la nouvelle grille communale de densité à sept niveaux définie par l'Insee en 2022. Elle est située hors unité urbaine. Par ailleurs la commune fait partie de l'aire d'attraction de Saint-Lô, dont elle est une commune de la couronne,. Cette aire, qui regroupe 63 communes, est catégorisée dans les aires de 50 000 à moins de 200 000 habitants,.

### Occupation des sols
L'occupation des sols de la commune, telle qu'elle ressort de la base de données européenne d’occupation biophysique des sols Corine Land Cover (CLC), est marquée par l'importance des territoires agricoles (93,5 % en 2018), en diminution par rapport à 1990 (94,7 %). La répartition détaillée en 2018 est la suivante : prairies (58,5 %), terres arables (28,7 %), zones urbanisées (6,5 %), zones agricoles hétérogènes (6,3 %). L'évolution de l’occupation des sols de la commune et de ses infrastructures peut être observée sur les différentes représentations cartographiques du territoire : la carte de Cassini (XVIIIe siècle), la carte d'état-major (1820-1866) et les cartes ou photos aériennes de l'IGN pour la période actuelle (1950 à aujourd'hui).

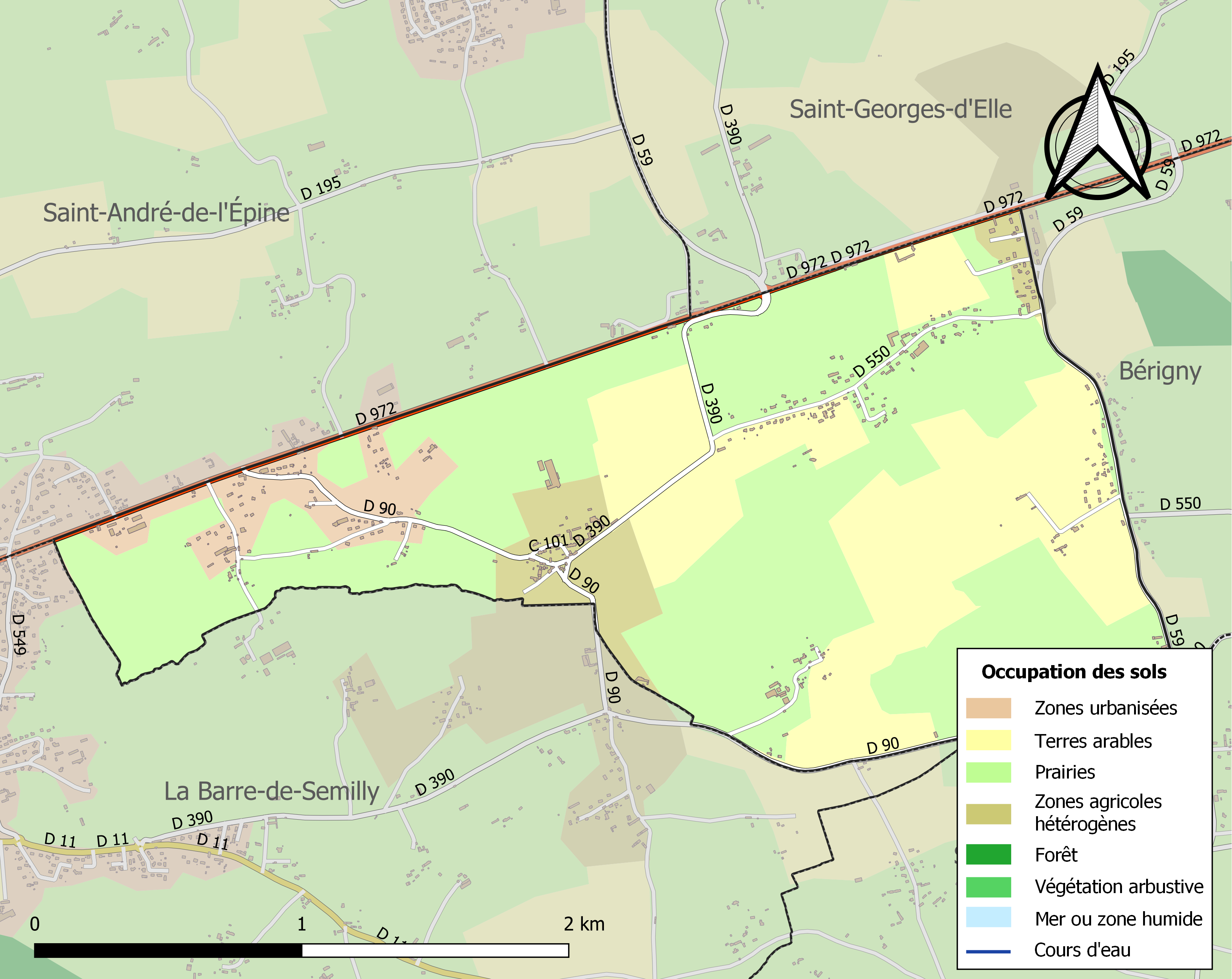
Carte des infrastructures et de l'occupation des sols de la commune en 2018 (CLC).

## Toponymie
Le nom de la localité est attesté sous la forme Saint Pierre du Chastel de Semilly en 1310.
L'hagiotoponyme Saint-Pierre fait référence à l'apôtre Pierre.
Le nom de Semilly représente l'appellation initiale d'un domaine qui fut démembré en deux paroisses, Saint-Pierre-de-Semilly et La Barre-de-Semilly.
Le gentilé est Semillais.

## Histoire
Saint-Pierre-de-Semilly fut probablement occupé dès l'époque gallo-romaine, comme le laisse supposer le passage sur son territoire de la voie romaine Isigny-Vire qui passait près du presbytère et du château actuel, et un peu à l'ouest de l'ancien château fort, et, la découverte de divers débris et objet de cette époque, notamment de nombreuses médailles romaines du Haut-Empire découvertes vers la fin du XVIIe siècle, près du château.
Un village existe probablement à l'époque mérovingienne, et un premier village fortifié accolé à une motte castrale voit le jour afin de contrôler un passage à gué sur l'antique voie romaine d'Isigny à Vire.
Au XIe siècle, les ducs de Normandie sur une éminence dominant le gué, érige un donjon, accolé à une basse-cour, l'ensemble protégé par des levées de terres et des fossés et par les étangs créés à cette époque sur l'ancien gué avec la construction d'une digue-chaussée.
Le bourg, situé à l'ouest de la forteresse, protégé par une seconde enceinte se développe autour de l'église. Rattaché au domaine royal français en 1204, la châtellenie est donné en 1259 par Saint Louis à Richard de Parfouru, à titre de ferme perpétuelle. Le domaine passe ensuite à la famille de Mathan, à la suite du mariage d'une petite-fille de Richard avec Jean III de Mathan, chevalier. Devenu inutile après la guerre de Cent Ans la forteresse est rasé, et l'on édifie un nouveau manoir seigneurial à peu de distance sur le rempart nord du village.
Un gibet était situé à l'est du bourg, et un Hôpital permettait d’accueillir les pauvres. Une foire annuelle se tenait le 16 mai.
Le château actuel de style Renaissance est construit par Georges Ier de Mathan (1528-1592), gouverneur de la ville et du château de Saint-Lô.
À la fin du XVIIe siècle, Louis de Mathan procède à des aménagements paysagers. Son fils, Bernardin de Mathan, au milieu du XVIIIe siècle fera de même. Au XIXe siècle, Georges de Mathan transforme le site de l'ancien château médiéval en parc avec une promenade autour des étangs.

## Politique et administration
| Période                                                                                        | Période  | Identité                 | Étiquette | Qualité                                                               |
| ---------------------------------------------------------------------------------------------- | -------- | ------------------------ | --------- | --------------------------------------------------------------------- |
| …1791                                                                                          | 1792     | François Lamy            |           |                                                                       |
| 1793                                                                                           | 1794     | Jacques Lemière          |           | Officier public                                                       |
| 1794                                                                                           | 1795     | Nicolas Langlois         |           | Officier public                                                       |
| 1795                                                                                           | 1797     | François Aze             |           |                                                                       |
| 1797                                                                                           | 1798     | Nicolas Langlois         |           |                                                                       |
| 1798                                                                                           | 1803     | Jacques Treffeu          |           |                                                                       |
| 1803                                                                                           | 1804     | Gilles Durand            |           |                                                                       |
| 1804                                                                                           | 1808     | Thomas Aze               |           |                                                                       |
| 1808                                                                                           | 1816     | Gilles Durand            |           |                                                                       |
| 1816                                                                                           | 1817     | Jean-Baptiste Heurtevent |           |                                                                       |
| 1817                                                                                           | 1848     | Olivier Jean Leguédois   |           | Cultivateur                                                           |
| 1848                                                                                           | 1855     | Pierre Saint-Laurent     |           |                                                                       |
| 1855                                                                                           | 1857     | Olivier Jean Leguédois   |           | Cultivateur                                                           |
| 1857                                                                                           | 1857     | Pierre Crocquevieille    |           | Cultivateur                                                           |
| 1858                                                                                           | 1860     | Félix Jean Leguédois     |           |                                                                       |
| 1861                                                                                           | 1870     | Georges de Mathan        |           |                                                                       |
| 1870                                                                                           | 1874     | Toussaint Saint-Laurent  |           |                                                                       |
| 1874                                                                                           | 1878     | Georges de Mathan        |           |                                                                       |
| 1878                                                                                           | 1880     | Toussaint Saint-Laurent  |           |                                                                       |
| 1881                                                                                           | 1882     | Michel Buot              |           |                                                                       |
| 1883                                                                                           | 1887     | Toussaint Saint-Laurent  |           |                                                                       |
| 1887                                                                                           | 1892     | Aimable Buot             |           |                                                                       |
| 1892                                                                                           | 1908     | Pierre Durand            |           |                                                                       |
| 1908                                                                                           | 1942     | Louis de Mathan          |           |                                                                       |
| 1942                                                                                           | 1943     | Aimé Lecoustey           |           | faisant fonction                                                      |
| 1943                                                                                           | 1944     | Edmond Marie             |           | faisant fonction                                                      |
| 1944                                                                                           | 1977     | Maurice Herman           |           |                                                                       |
| 1977                                                                                           | 1989     | Joseph Coquoin           |           |                                                                       |
| 1989                                                                                           | 1995     | Michel Lecuqu            |           |                                                                       |
| 1995                                                                                           | mai 2020 | Denis Barbey             | SE        | Inspecteur commercial                                                 |
| mai 2020                                                                                       | En cours | Jean-Claude Braud        | DVD       | Chef d’entreprise à la retraite, conseiller départemental depuis 2008 |
| Une partie des données est issue d'une liste établie par Jean Pouëssel et Jacqueline Ledunois. |          |                          |           |                                                                       |

Le conseil municipal est composé de onze membres dont le maire et trois adjoints.

## Démographie
L'évolution du nombre d'habitants est connue à travers les recensements de la population effectués dans la commune depuis 1793. Pour les communes de moins de 10 000 habitants, une enquête de recensement portant sur toute la population est réalisée tous les cinq ans, les populations de référence des années intermédiaires étant quant à elles estimées par interpolation ou extrapolation. Pour la commune, le premier recensement exhaustif entrant dans le cadre du nouveau dispositif a été réalisé en 2006.
En 2022, la commune comptait 428 habitants, en évolution de −3,17 % par rapport à 2016 (Manche : −0,31 %, France hors Mayotte : +2,11 %).
| 1793 | 1800 | 1806 | 1821 | 1831 | 1836 | 1841 | 1846 | 1851 |
| ---- | ---- | ---- | ---- | ---- | ---- | ---- | ---- | ---- |
| 471  | 423  | 535  | 503  | 466  | 451  | 493  | 520  | 439  |

| 1856 | 1861 | 1866 | 1872 | 1876 | 1881 | 1886 | 1891 | 1896 |
| ---- | ---- | ---- | ---- | ---- | ---- | ---- | ---- | ---- |
| 397  | 387  | 362  | 351  | 336  | 338  | 298  | 354  | 318  |

| 1901 | 1906 | 1911 | 1921 | 1926 | 1931 | 1936 | 1946 | 1954 |
| ---- | ---- | ---- | ---- | ---- | ---- | ---- | ---- | ---- |
| 296  | 296  | 283  | 251  | 277  | 257  | 244  | 195  | 241  |

| 1962 | 1968 | 1975 | 1982 | 1990 | 1999 | 2006 | 2011 | 2016 |
| ---- | ---- | ---- | ---- | ---- | ---- | ---- | ---- | ---- |
| 247  | 254  | 271  | 307  | 357  | 378  | 401  | 423  | 442  |

| 2021 | 2022 | - | - | - | - | - | - | - |
| ---- | ---- | - | - | - | - | - | - | - |
| 437  | 428  | - | - | - | - | - | - | - |

## Lieux et monuments
- Château de Saint-Pierre-de-Semilly de style Renaissance des XVIe, XVIIIe – XXe siècles, inscrit au titre des monuments historiques par arrêté du 19 décembre 1944[29]. Le château se présente sous la forme d'un logis rectangulaire du XVIe, d'une tour octogonale, d'un pavillon d'entrée armorié.
- Ruines d'un château médiéval, sur une éminence naturelle dominant les étangs, vraisemblablement construit au XIe siècle et où ont séjourné Henri Ier Beauclerc, Henri II Plantagenêt et Richard Cœur de Lion où il signa plusieurs chartes.

Jean sans Terre, alors qu'il était duc de Normandie, donna la quatrième année de son règne (1199-1204) divers commissions, datées de Rouen, à Robert de Trégoz, dont celle de remettre le château de Semilly à Guillaume II du Hommet († v. 1210), connétable de Normandie.
Dans la première moitié du XIVe siècle, au cours de la guerre de Cent Ans, le château fut occupé par les Anglais jusqu'au retour de la Normandie à la France, et rasé peu après. De la forteresse médiéval, il ne subsiste au sommet du talus que quelques hauts pans de murs en schiste appareillés en « arêtes de poisson ». L'esplanade du donjon, dissimulé dans le sous-bois, est bordé au nord et à l'est par un ancien fossé. Au sommet de la butte, l'ancienne basse-cour est devenue un simple pré.
- Motte castrale. Située à gauche du bourg, celle-ci ne se devine plus, ensevelie sous le sous-bois.
- Vestiges du rempart urbain, enfoui sous la végétation. Il s'ouvre d’une brèche sur la route départementale 90 (vers Saint-Lô), et sous la passerelle qui l’enjambe on peut en voir l'importance.
- Grande ferme à cour carrée, à l'ouest du château, qui s'étend jusqu'à l'église.
- Église Saint-Pierre du XIIe siècle inscrite au titre des monuments historiques par arrêté du 9 juillet 1927[31], d'origine romane comme en témoigne son portail sculpté sur la façade sud et l'appareillage des pierres de la nef en épi (opus spicatum). L'édifice, qui arbore un clocher carré et une nef unique, abrite des fonts baptismaux du XIIIe et des statues du XVIIIe[24].
- Presbytère.
- Croix de chemin dite Croix des douze Chênes du XVIIe siècle, et croix de cimetière du XVIIe siècle.
- L'étang de Saint-Pierre et les abords du château sont un site naturel classé et inscrit par arrêté des 11 juillet 1947 et 26 avril 1946[32].

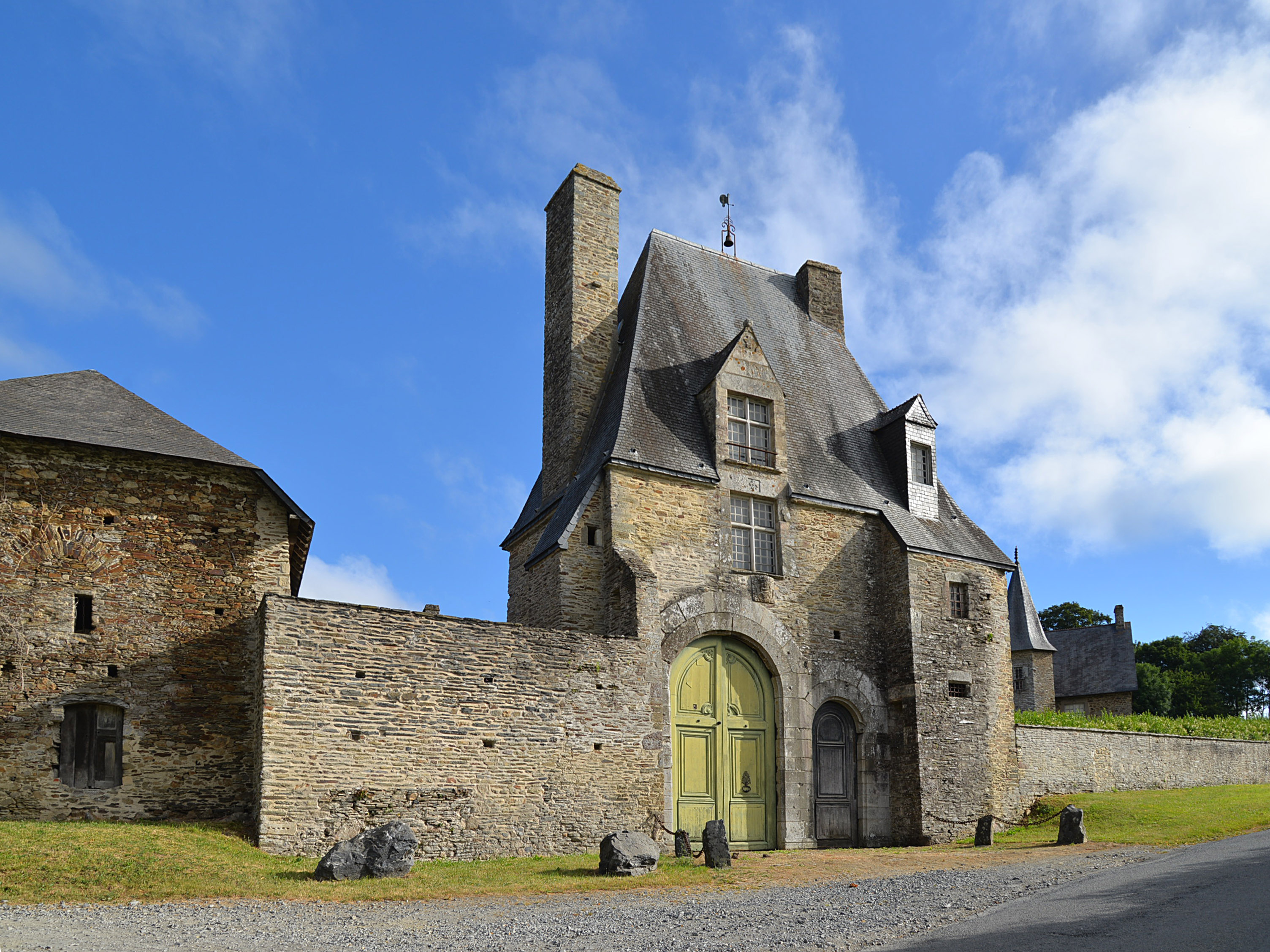
La porterie du château.
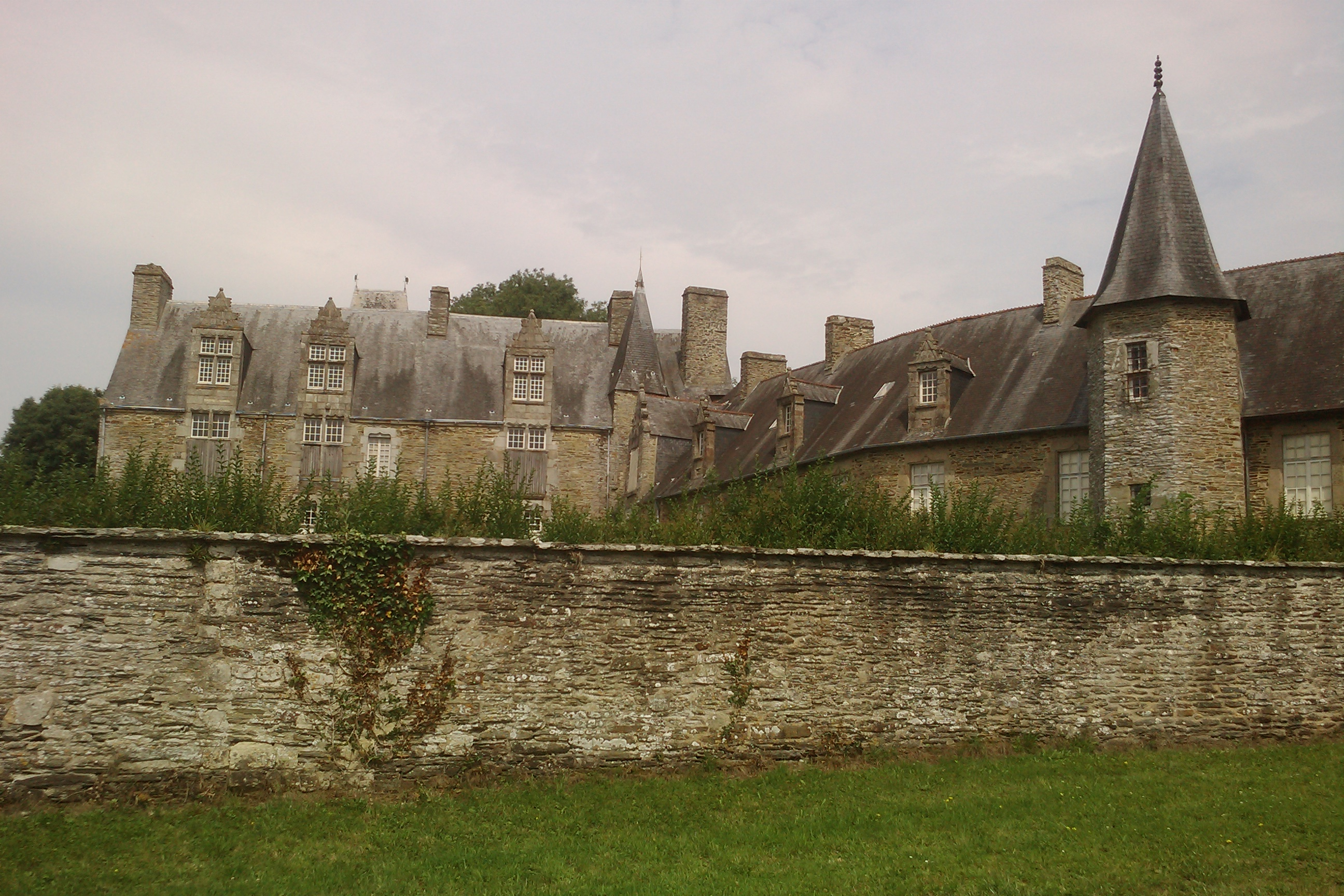
Le château Renaissance.
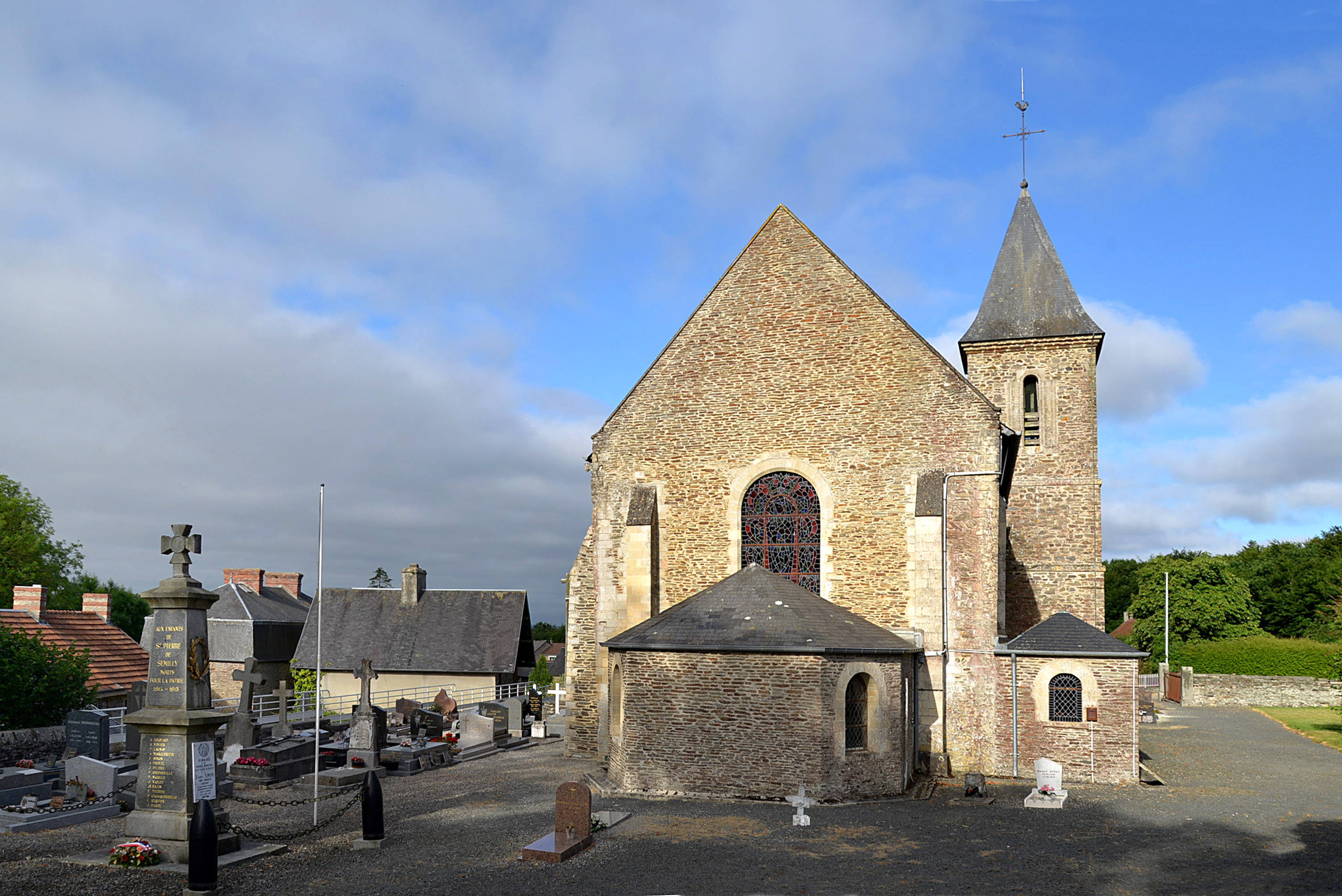
L’église Saint-Pierre. Vue est.
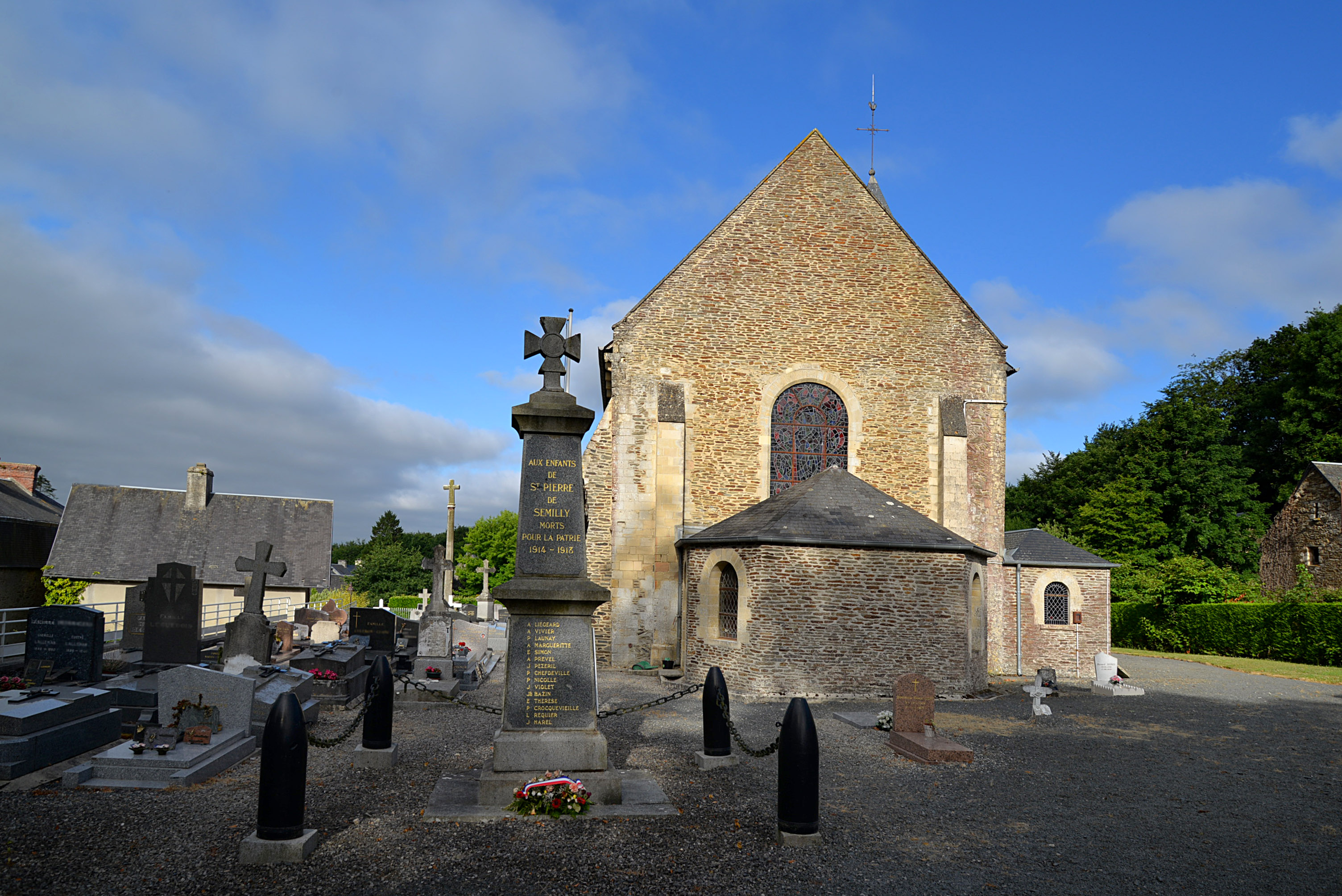
Le monument aux morts et l’église Saint-Pierre.

## Personnalités liées à la commune

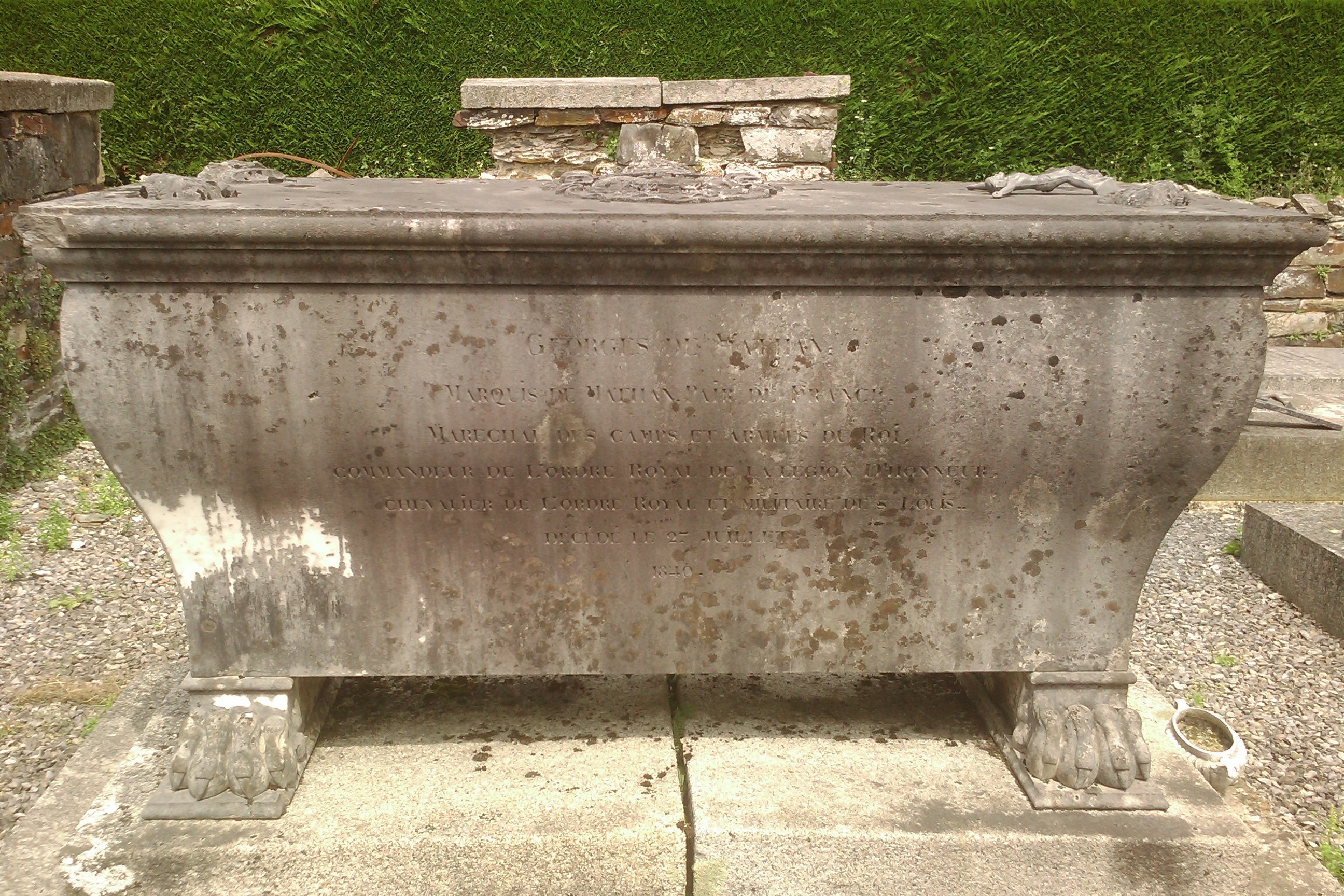
Le tombeau de Georges de Mathan (1771-1840), dans le cimetière.

- Geoffrey de Clinton († v. 1133), baron anglo-normand, chambellan et trésorier du roi d'Angleterre Henri Ier.
- Élisabeth de Surville (Saint-Pierre-de-Semilly, 1682 - 1718), cofondatrice de l'Institut des Filles du Bon Sauveur[33].
- Georges de Mathan (18 août 1771 - 27 juillet 1840), marquis de Mathan, pair de France, maréchal des camps et armées du roi, chevalier de l'ordre royal et militaire de Saint-Louis, officier de l'ordre royal de la Légion d'honneur, est inhumé à Saint-Pierre-de-Semilly. La famille de Mathan, originaire de Saint-Pierre-de-Semilly, est en possession du château depuis 1330[24].